# Nga Tân
Nga Tân là một xã ven biển thuộc huyện Nga Sơn, tỉnh Thanh Hóa, Việt Nam.

## Thông tin địa lý
Xã Nga Tân có diện tích: 9,36 km². Theo Tổng điều tra dân số năm 1999, xã Nga Tân có dân số 6.928 người.
Xã Nga Tân nằm ở phía nam huyện Nga Sơn. Địa giới hành chính như sau: 
- Phía đông giáp xã Nga Tiến, huyện Nga Sơn, Thanh Hóa và xã Kim Hải, huyện Kim Sơn, Ninh Bình (khu vực cửa sông Càn, tức cửa Thần Phù);
- Phía nam giáp vịnh Bắc Bộ và xã Nga Thủy, huyện Nga Sơn;
- Phía tây giáp xã Nga Thủy, huyện Nga Sơn;
- Phía bắc giáp các xã Nga Thanh, Nga Liên và Nga Tiến, huyện Nga Sơn.

## Hành chính
Xã Nga Tân được chính thức thành lập năm 1966 theo quyết định Số 73-NV (17 /3 /1966)  trên khu vực đất lấn biển của huyện Nga Sơn.
Năm 1977, 2 huyện Nga Sơn và Hà Trung sáp nhập thành huyện Trung Sơn, xã Nga Tân thuộc huyện Trung Sơn. Năm 1982 huyện Trung Sơn chia tách thành hai huyện như cũ, xã Nga Tân lại thuộc huyện Nga Sơn.
Xã Nga Tân ngày nay gồm 8 thôn (làng) theo thứ tự từ 1 đến 8
Văn hoá giáo dục: Xã Nga Tân có 3 trường học là: Mầm non, Tiểu học và Trung học cơ sở, trong đó có 2 trường đạt chuẩn quốc gia: Tiểu học (2015) và trường Mầm non (2019); về Ytế là xã đạt chuẩn y tế.